# Philippe Étancelin
Philippe Étancelin (ur. 28 grudnia 1896 w Rouen, zm. 13 października 1981 w Neuilly-sur-Seine) – były francuski kierowca wyścigowy Formuły 1. Na swoim koncie ma 12 wyścigów i 3 zdobyte punkty, które dały mu najwyższe w swej karierze 13. miejsce w klasyfikacji Mistrzostw Świata (sezon 1950). Jeździł w samochodach Talbot i Maserati.

## Klasyfikacje
| Legenda oznaczeń w tabelach wyników Wyświetl szablon na nowej stronie | Legenda oznaczeń w tabelach wyników Wyświetl szablon na nowej stronie                                                                     |
| Oznaczenie                                                            | Wyjaśnienie |
| --------------------------------------------------------------------- | --- |
| Złoty                                                                 | Zwycięzca lub mistrzostwo |
| Srebrny                                                               | 2. miejsce lub wicemistrzostwo |
| Brązowy                                                               | 3. miejsce lub II wicemistrzostwo |
| Zielony                                                               | Ukończył, punktował (w klasyfikacji generalnej, gdy zdobył co najmniej jeden punkt na przestrzeni sezonu, poza trzema powyższymi opcjami) |
| Niebieski                                                             | Ukończył, nie punktował (w klasyfikacji generalnej, gdy nie zdobył co najmniej jednego punktu na przestrzeni sezonu)                      |
| Czerwony                                                              | Nie zakwalifikował się (NZ) |
| Czerwony                                                              | Nie prekwalifikował się (NPK) |
| Różowy                                                                | Nie ukończył (NU) |
| Różowy                                                                | Niesklasyfikowany (NS) (w klasyfikacji generalnej, gdy nie został sklasyfikowany w żadnym wyścigu sezonu)                                 |
| Czarny                                                                | Zdyskwalifikowany (DK) |
| Czarny                                                                | Wykluczony (WYK/EX) |
| Biały                                                                 | Nie wystartował (NW) |
| Biały                                                                 | Kontuzjowany (K/INJ) |
| Biały                                                                 | Wyścig odwołany (OD/C) |
| Bez koloru                                                            | Został wycofany (WYC/WD) |
| Bez koloru                                                            | Nie przybył (NP/DNA) |
| Bez koloru                                                            | Nie brał udziału w treningach (NT/DNP) |
| Bez koloru                                                            | Nie został zgłoszony (–) |
| Pogrubienie                                                           | Start z pole position |
| Kursywa                                                               | Najszybsze okrążenie wyścigu |
| †                                                                     | Nie ukończył, ale jego rezultat został zaliczony ze względu na przejechanie więcej niż 90% dystansu wyścigu.                              |
| *                                                                     | Sezon w trakcie |
| 1/2/3                                                                 | Punktowana pozycja w sprincie kwalifikacyjnym                                                                                             |
| Lista systemów punktacji Formuły 1                                    | |

| Rok  | Zespół                     | Samochód         | Wyniki w poszczególnych eliminacjach | Wyniki w poszczególnych eliminacjach | Wyniki w poszczególnych eliminacjach | Wyniki w poszczególnych eliminacjach | Wyniki w poszczególnych eliminacjach | Wyniki w poszczególnych eliminacjach | Wyniki w poszczególnych eliminacjach | Wyniki w poszczególnych eliminacjach | Pkt. | Msc. |
| ---- | -------------------------- | ---------------- | ------------------------------------ | ------------------------------------ | ------------------------------------ | ------------------------------------ | ------------------------------------ | ------------------------------------ | ------------------------------------ | ------------------------------------ | ---- | ---- |
| 1950 | Philippe Étancelin         | Talbot-Lago T26C | GBR                                  | MCO                                  | USA                                  | SUI                                  | BEL                                  | FRA                                  | ITA                                  |                                      | 3    | 18   |
| 1950 | Philippe Étancelin         | Talbot-Lago T26C | 8                                    | NU                                   | –                                    | NU                                   | –                                    | 5                                    | 5                                    |                                      | 3    | 18   |
| 1950 | Automobiles Talbot-Darracq | Talbot-Lago T26C | –                                    | –                                    | –                                    | –                                    | NU                                   | –                                    | –                                    |                                      | 3    | 18   |
| 1951 | Philippe Étancelin         | Talbot-Lago T26C | SUI                                  | USA                                  | BEL                                  | FRA                                  | GBR                                  | DEU                                  | ITA                                  | ESP                                  | 0    | NS   |
| 1951 | Philippe Étancelin         | Talbot-Lago T26C | 10                                   | –                                    | NU                                   | NU                                   | –                                    | NU                                   | –                                    | 8                                    | 0    | NS   |
| 1952 | Escuderia Bandeirantes     | Maserati A6GCM   | SUI                                  | USA                                  | BEL                                  | FRA                                  | GBR                                  | DEU                                  | NED                                  | ITA                                  | 0    | NS   |
| 1952 | Escuderia Bandeirantes     | Maserati A6GCM   | –                                    | –                                    | –                                    | 8                                    | –                                    | –                                    | –                                    | –                                    | 0    | NS   |

Uwagi
1. ↑  Bolid współdzielony z Eugène Chaboudem. Przyznana została tylko połowa punktów.